# Edgardo Ocampo
Edgardo Ocampo, né le 5 octobre 1938, à Pampanga, aux Philippines et décédé le 29 juillet 1992, est un joueur et entraîneur philippin de basket-ball. Il évolue durant sa carrière au poste de meneur